# Poetae novi
 (janvier 2013).
Si vous disposez d'ouvrages ou d'articles de référence ou si vous connaissez des sites web de qualité traitant du thème abordé ici, merci de compléter l'article en donnant les références utiles à sa vérifiabilité et en les liant à la section « Notes et références ».
Les poetae novi (« nouveaux poètes », en latin), également appelés cantores Euphorionis (« ceux qui n'ont à la bouche que les poèmes d'Euphorion ») ou néotériques (« plus jeunes »), sont des poètes romains de langue latine. Ils proviennent presque tous de Gaule cisalpine, sont actifs à Rome dans la première moitié du Ier siècle av. J.-C. et inaugurent une poésie nouvelle.

## Nom
Néotérique est la transposition latine de l'adjectif comparatif grec νεώτεροι (translittération : neòteroi, plus jeune) et suggère le désir d'innovation. Il est donné de façon ironique et dépréciative par Cicéron au chapitre 161 de l'Orator : en latin, l'adjectif novus a une nuance négative de renversement des conventions établies. Il ne leur épargne pas non plus le surnom de cantores Euphorionis (Tusculanes III, 45) à cause de leur penchant helléniste et aristocratique et pour leur goût à innover. En effet, Cicéron désapprouve pour des raisons idéologiques la distance qu'ils prennent avec la tradition de la poésie romaine archaïque, et donc avec le mos majorum, les mœurs des anciens.

## Caractéristiques de la poésie néotérique
Le néotérisme s'inspire de Callimaque d'Alexandrie, dont l'œuvre affirmait les principes ensuite repris par les poetae novi :
- Brevitas : des compositions très brèves. Les poetae novi sont convaincus que seul un petit poème peut être composé avec le soin nécessaire pour en faire une œuvre vraiment raffinée[1] ;
- Labor limae : des compositions très recherchées et raffinées quant au style, par conséquent « légères et dégagées » uniquement en ce qui concerne le contenu. Pour cela, le poète revoit sans arrêt et avec précision ses propres compositions, dans le but d'atteindre à la perfection extrême du point de vue stylistique et littéraire ;
- Doctrina : des références très recherchées aussi bien du point de vue mythographique que géographique ainsi que linguistique. Pour cette raison, on a également appelé les poetae novi « docti » (savants)[2].

Initiés à l'art poétique de Parthénios de Nicée et éduqués dans l'idéal à l'école de Valerius Caton, ils déclarent la guerre aux longs poèmes imitant Ennius, lui préférant les épyllion, les Carmina docta (it), le lyrisme.
Le ton de leur poésie est souvent facétieux et léger. C'est pour cela que leurs compositions, bien que toujours raffinées et précieuses dans la forme, sont appelées παίγνια (pàignia) en grec et nugae en latin, ce qui peut se traduire par « bagatelles », « bêtises », « petits riens ».
Leur poésie évite les grands thèmes traditionnels du genre épique et dramatique, n'aime pas traiter des sujets politiques et sociaux, mais se tourne surtout vers la sphère privée et a comme thème central l'amour.

## Influences de la poésie grecque
La poésie néoterique s'inspire des conceptions de l'alexandrinisme. Le principal représentant de l'esthétique alexandrine est Callimaque. Celui-ci, dans une de élégies qui se trouve au début de ses Aitia (en), est polémique contre les poètes traditionnels, en disant :
« "… Contre ma poésie, les Telchines − des ignorants qui ne sont pas amis avec la muse − murmurent, parce que je n'ai pas réalisé sur des rois ou des héros un poème unique et je n'ai pas écrit en nombreux vers… mais j'exécute mon chant brièvement comme un enfant, même si mes années ne sont pas peu nombreuses… »
L'expression « μέγα βιβλίον, μέγα κακόν (méga biblíon, méga kakón) » (grand livre, grand mal) est également célèbre. La poésie alexandrine avait donc une aversion pour les poèmes épiques traditionnels qui racontaient les héros en une longue narration en vers hexamètres, dont, d'après Callimaque, le poète (aède ou rhapsode) ne pouvait pas soigner l'apparence et le raffinement. La poésie, selon Callimaque, devait être une création légère, délicate, brève en taille (oligóstichos) mais extrêmement finie et raffinée. Il refusait la grandiloquence de l'epos (la poésie épique, par exemple celle d'Homère). La poésie alexandrine était ainsi composée dans des formes plus sveltes et moins absorbantes : épigramme, iambe, élégie et épyllion (petit poème mythologique, avec lequel Callimaque avait tenté de rénover l'épique traditionnel).

## Programme poétique néoterique
Dans le carmen 95 de Catulle émerge clairement le programme poétique des néotériques :
| La Zmyrna de mon cher Cinna après neuf étés et neuf hivers qu'elle a été commencée a enfin été publiée, pendant que Hortensius a produit cinq cent mille vers en un an . . . . . . . la Zmyrna se répandra jusqu'aux eaux profondes du Satraque, la Zmyrna sera lue au long des siècles chenus, mais les Annales de Volusius finiront à l'embouchure du Pô et fourniront de l'emballage en quantité pour envelopper les maquereaux. Les petits monuments de mon ami me tiennent à cœur tandis que le peuple se réjouit avec le boursouflé Antimaque. | Zmyrna mei Cinnae nonam post denique messem quam coepta est nonamque edita post hiemem, milia cum interea quingenta Hortensius uno . . . . . . . Zmyrna cavas Satrachi penitus mittetur ad undas, Zmyrnam cana diu saecula pervoluent. at Volusi annales Paduam morientur ad ipsam et laxas scombris saepe dabunt tunicas. [95b] Parva mei mihi sint cordi monimenta..., at populus tumido gaudeat Antimacho. |

Il est fait ici référence à Zmyrna, un poème de Caius Helvius Cinna dont la composition a pris neuf ans. Le titre même de la composition (Zmyrna) est une indication de la recherche formelle, le nom propre Zmyrna étant une variante plus rare de Myrrha. Le mythe lui-même est peu connu. Du poème Zmyrna on ne conserve que trois vers, les témoignages plus anciens le présentent comme une composition tellement savante qu'elle en est absconse et obscure, et qui nécessite des commentaires philologiques approfondis pour être comprise.

## Histoire
Déjà vers la fin du IIe siècle av. J.-C., les premières influences de l'alexandrinisme et de Callimaque se font sentir à Rome, avant le néotérisme, avec le cercle de Quintus Lutatius Catulus, dont le membre le plus célèbre, Laevius, écrit les Erotopaegnia (plaisanteries d'amour).
Mais c'est la génération suivant celle de Quintus Lutatius Catulus, dont le premier représentant est Valerius Caton, qui fait la promotion de ce type de poésie.

## Représentants de la poésie néotérique
Le principal représentant de la poésie néotérique est Catulle (Caius Valerius Catullus). Les autres sont :
- Caius Helvius Cinna
- Valerius Caton
- Marcus Furius Bibaculus
- Varron d'Atax
- Gaius Licinius Calvus

Seule l'œuvre de Catulle nous est parvenue, des autres il ne reste que quelques rares titres ou fragments.

### Sources
- (it) Cet article est partiellement ou en totalité issu de l’article de Wikipédia en italien intitulé « Poetae novi » (voir la liste des auteurs).

- (it) Cet article est partiellement ou en totalité issu de l’article de Wikipédia en italien intitulé « Poesia neoterica » (voir la liste des auteurs).